# Unbreakable (Fireflight)
Unbreakable è il terzo album discografico in studio del gruppo christian rock statunitense Fireflight, pubblicato nel 2008.

## Tracce
1. Unbreakable – 3:21
2. You Gave Me a Promise – 3:32
3. Brand New Day – 4:11
4. The Hunger – 3:09
5. Stand Up – 3:16
6. Forever – 3:43
7. Go Ahead – 3:02
8. The Love We Had Before – 3:43
9. So Help Me God – 3:17
10. Wrapped in Your Arms – 3:40

## Formazione
- Dawn Michele - voce
- Justin Cox - chitarra, cori
- Glenn Drennen - chitarra
- Wendy Drennen - basso
- Phee Shorb - batteria